# Maxime Grousset
Maxime Grousset, född 24 april 1999, är en fransk simmare.

## Karriär
I juni 2022 vid VM i Budapest tog Grousset silver på 100 meter frisim och brons på 50 meter frisim. I augusti 2022 vid EM i Rom tog han tre medaljer. Individuellt tog Grousset silver på 50 meter fjärilsim. Han var även en del av Frankrikes kapplag som tog guld på 4×100 meter mixed frisim och silver på 4×100 meter medley.
I december 2022 vid kortbane-VM i Melbourne tog Grousset silver på 100 meter frisim samt var en del av Frankrikes kapplag som tog guld och noterade ett nytt världsrekord på 4×50 meter mixed frisim.
I juli 2023 vid långbane-VM i Fukuoka tog Grousset guld och noterade ett nytt franskt rekord på 100 meter fjärilsim samt brons på både 100 meter frisim och 50 meter fjärilsim. I december 2023 vid kortbane-EM i Otopeni tog han guld på 100 meter frisim, silver på 100 meter fjärilsim och brons på 50 meter fjärilsim samt var en del av Frankrikes kapplag som tog brons på 4×50 meter mixed frisim.